# スロベニア鉄道313/318形電車
スロベニア鉄道313/318形電車（スロベニアてつどう313/318がたでんしゃ、スロベニア語: SŽ serija 313/318）は、スロベニアの国有鉄道であるスロベニア鉄道の電車。スイスのシュタッドラー・レールが開発・展開する2階建て鉄道車両「KISS」の1車種で、2022年から営業運転に投入されている。

## 概要
2018年、スロベニア鉄道は路線の近代化を目的としてスイスのシュタッドラー・レールとの間に新型車両の導入に関する契約を結んだ。その中で、スロベニア国内の主要電化路線での使用を目的に導入されるのが、シュタッドラー・レールが展開する2階建て車両ブランド「KISS」の1車種である313/318形である。
先頭車両の「313形」、中間車両の「318形」で構成される3両編成を組み、スロベニア国内の直流電化（3,000 V）に対応している。押出成形によって作られた全溶接式のアルミニウム製車体を有し、耐衝突性を始めとした安全性に優れた前面は繊維強化プラスチックが用いられている。明るい照明が用いられている車内の各座席には電子機器の充電が可能なようソケットが設けられている他、無料でwi-fiの利用も可能である。また、バリアフリーも考慮した設計になっており、乗降扉には車椅子用の収納式スロープが、中間車体の1階部分には車椅子用スペースやバリアフリー対応トイレが設けられている。他にも自転車利用客のため、先頭車体の1階部分には自転車用スペースが存在する。

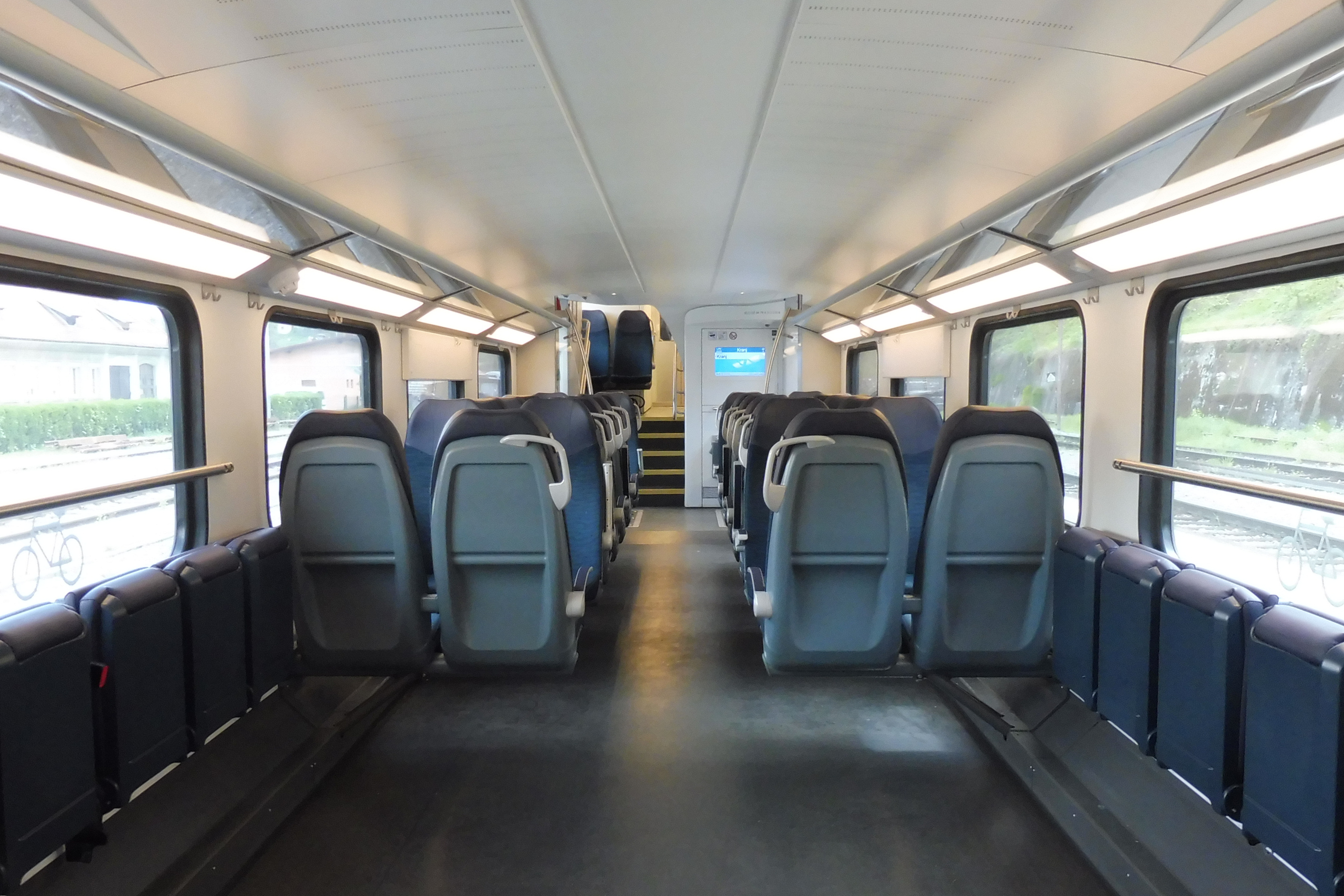
車内（1階部分）
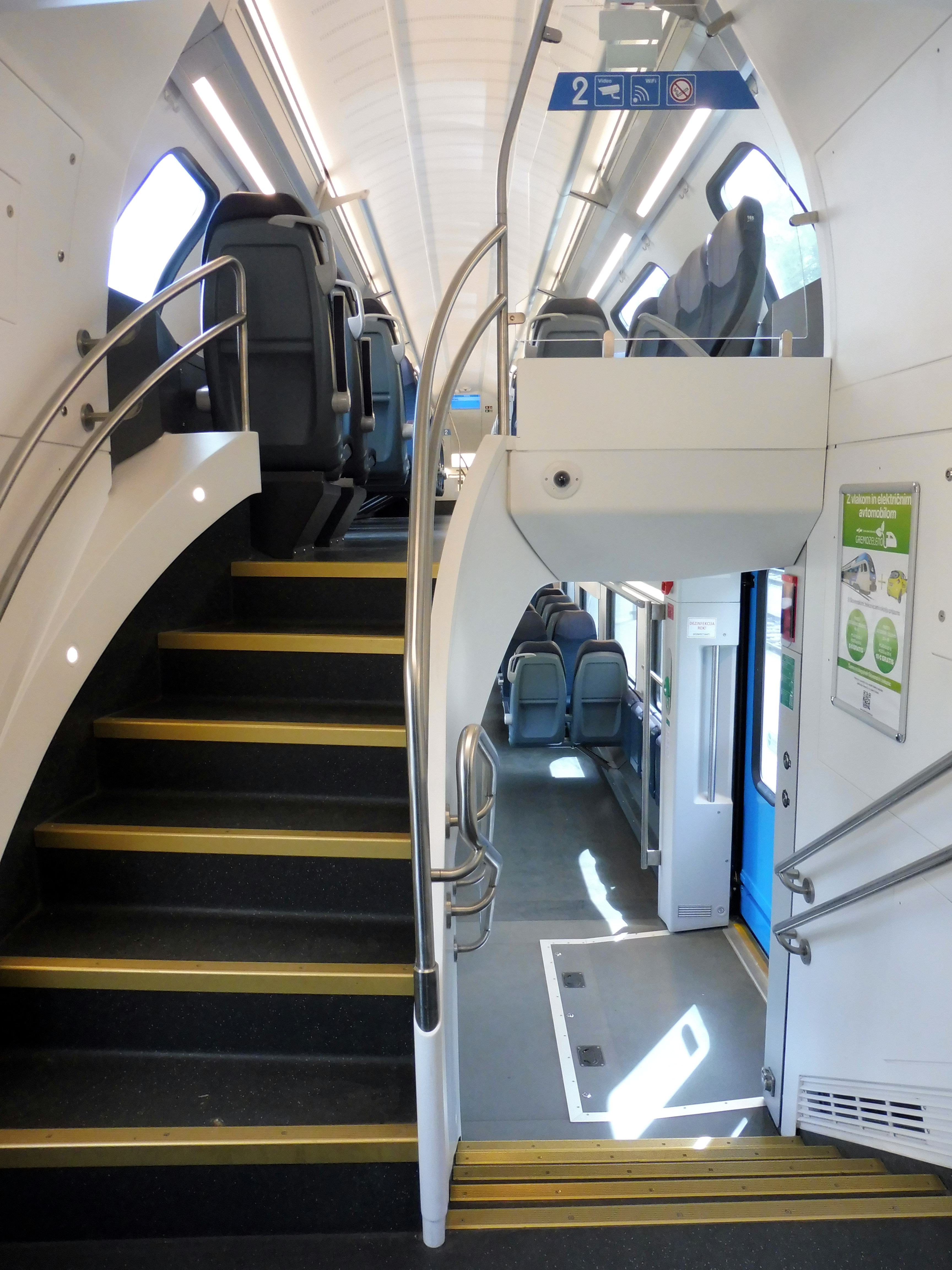
車内（階段部分）
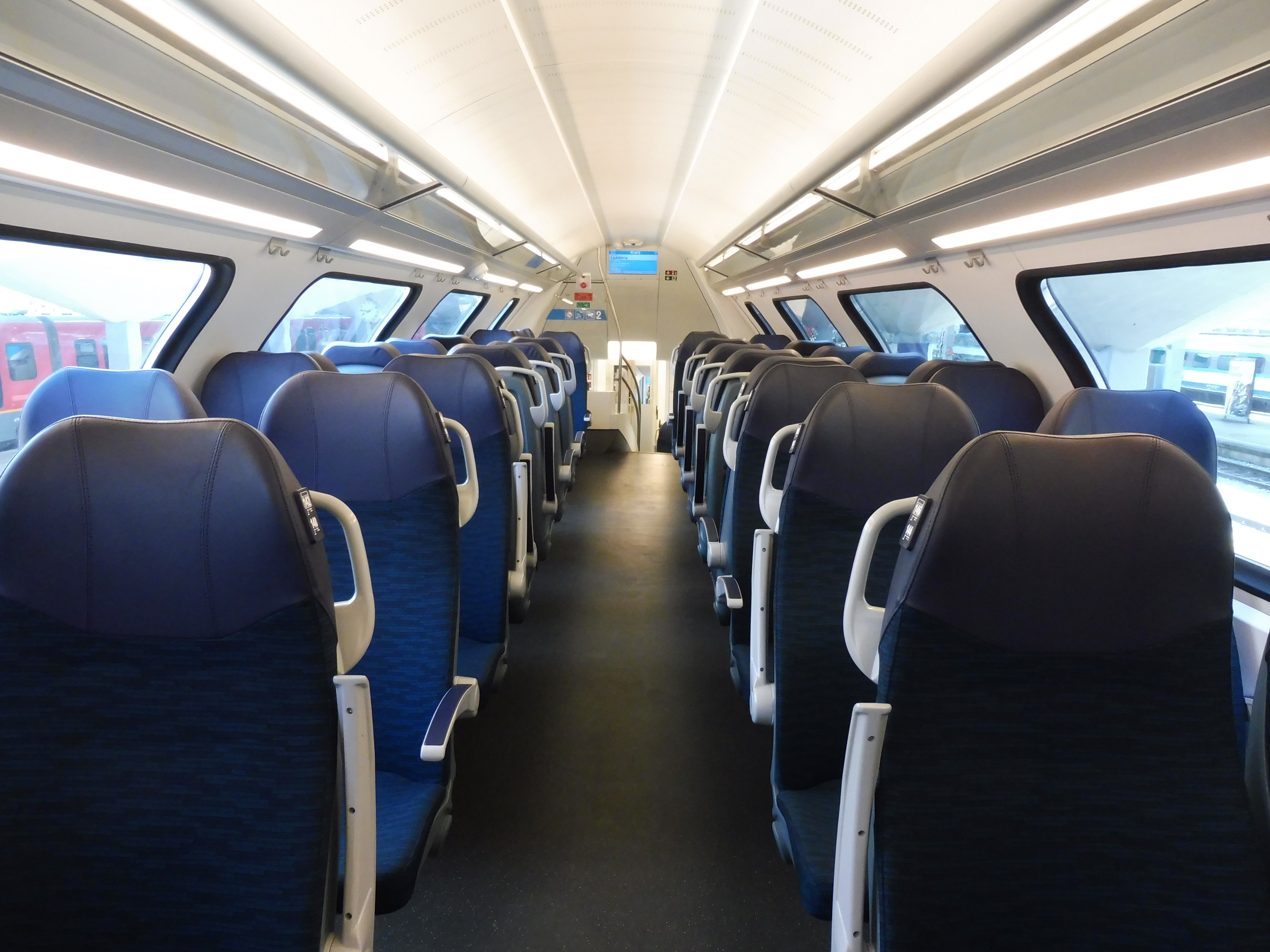
車内（2階部分）

発注分の全10編成は2021年中にスロベニアへ納入されており、試運転を経て2022年1月から順次営業運転を実施している。

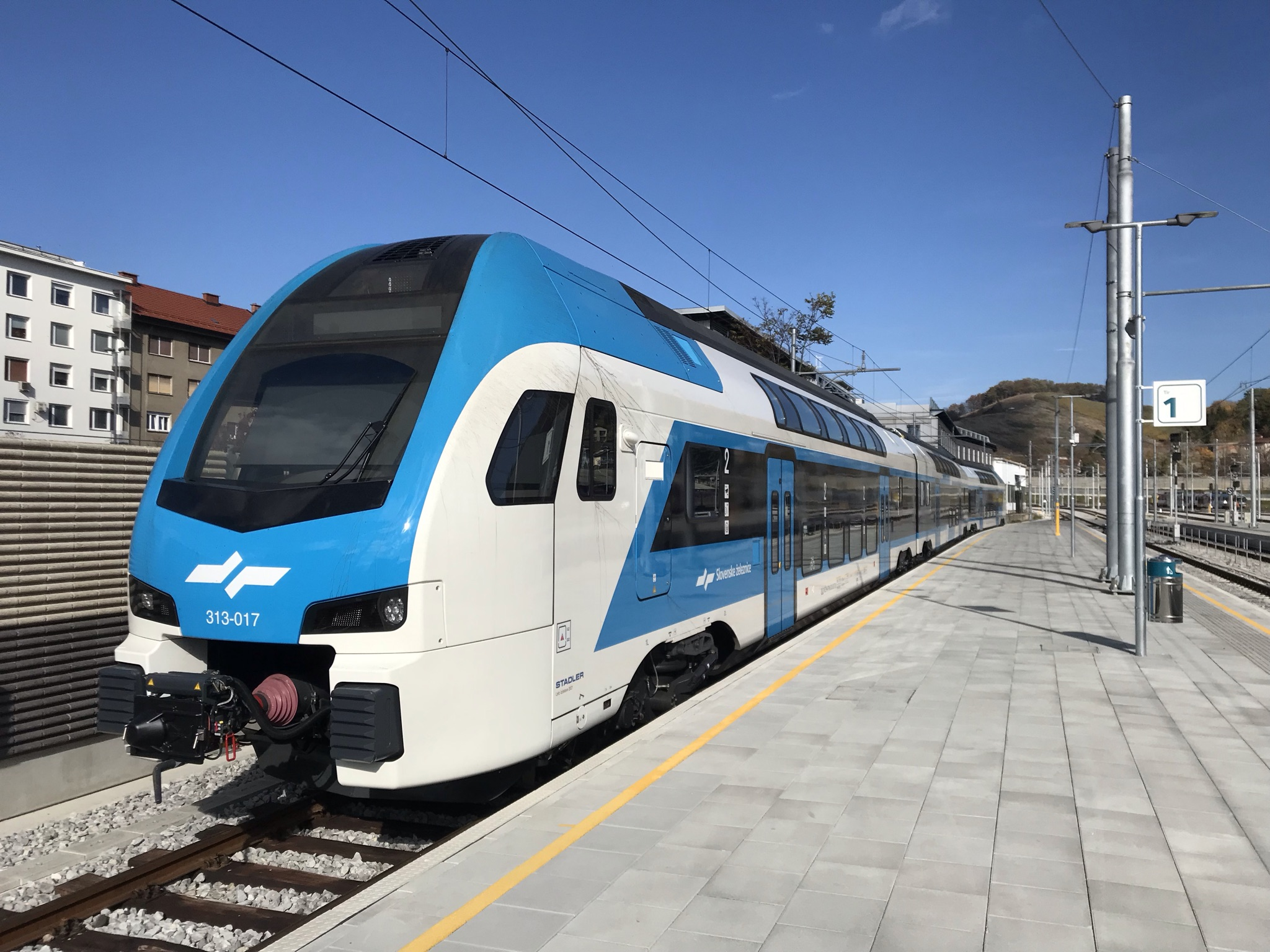
試運転中の313/318形電車（2021年撮影）
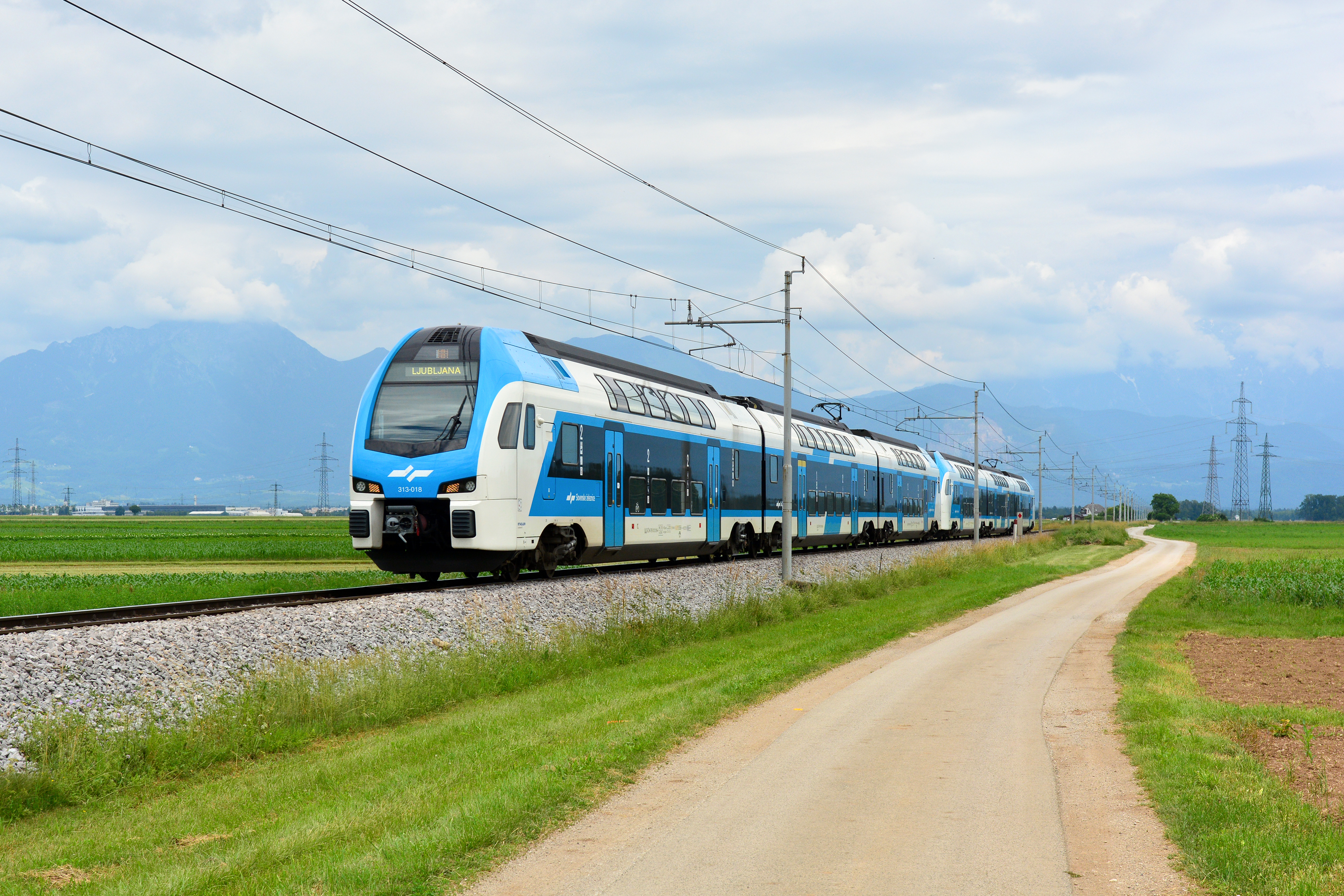
連結運転を実施する313/318形電車（2023年撮影）

## 参考資料
- Direkcija Republike Slovenije za infrastrukturo (September 2021). Uporabna dolžina peronov glede na dolžine potniških vlakov Zaključno poročilo (PDF) (Report). 2024年10月10日閲覧。

## 関連項目

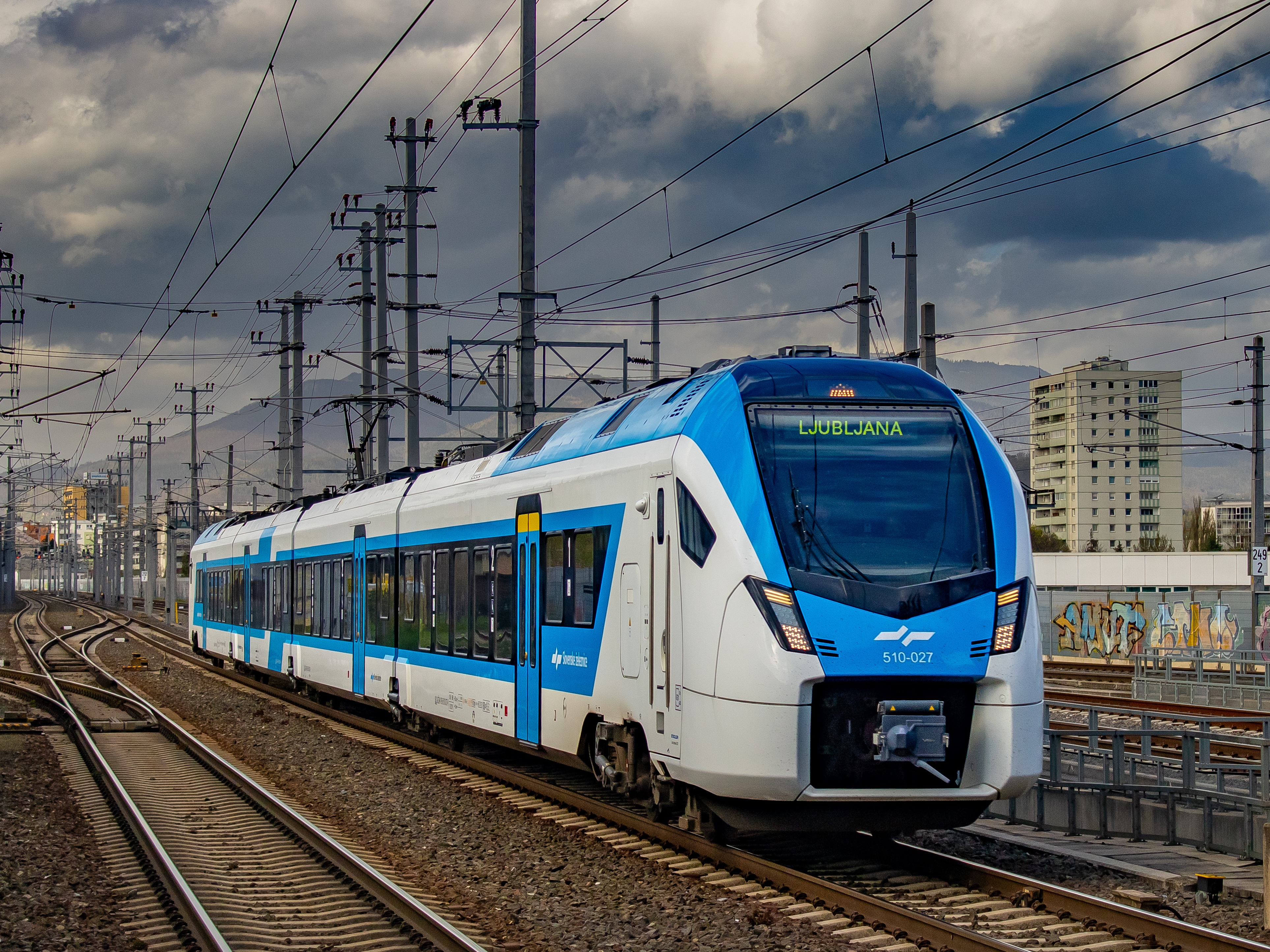
510/515形電車（2024年撮影）
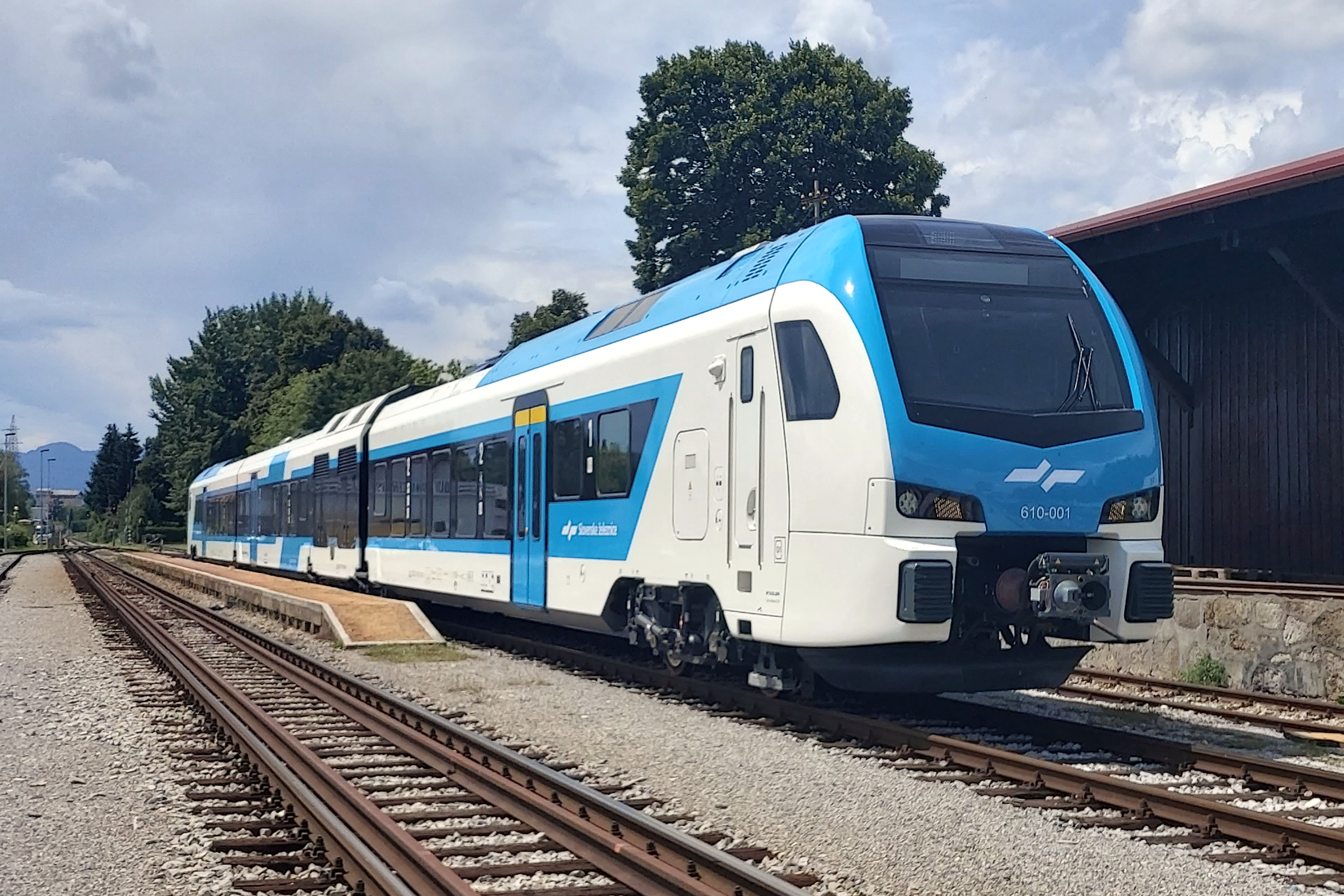
610/615形気動車（2020年撮影）